# Bed and breakfast
 "Bed & Breakfast" omdirigeres hertil. For andre betydninger af Bed & Breakfast, se Bed & Breakfast (flertydig).
En bed and breakfast (ofte forkortet til B&B men også skrevet BnB i nogle tilfælde) er en lille virksomhed, der tilbyder overnatning og morgenmad, men ikke andre måltider. Typisk er en bed and breakfast placeret i private personers hjem og indrettet med mellem 4 og 11 værelser, gennemsnitligt 6.
Normalt bliver gæster installeret i private værelser med tilhørende badeværelser. I nogle bed and breakfast'er deles badeværelserne dog med andre gæster. Morgenmad serveres enten på værelset, i en spisestue eller i værtens køkken.
En bed and breakfast bliver drevet enten som en sekundær indtægtskilde eller som primær beskæftigelse. Ofte er der ejerne selv, der fremstiller morgenmaden og rengør værelserne, men nogle bed and breakfast'er ansætter personale til disse opgaver. Modsat kroer og hoteller er der sjældent ansat professionel ledelse, men det kan ske, hvis den samme ejer har flere bed and breakfast'er.
Nogle bed and breakfast'er er indrettet i særlige omgivelser som f.eks. husbåde, fyrtårne eller historiske bygninger.
Bed and breakfast er særlig udbredt i Storbritannien, hvor langt de fleste byer har en eller flere bed and breakfast'er. I Danmark findes også bed and breakfast, men i langt mindre udbredt grad end i mange andre lande.